# Tuffi ai campionati europei di nuoto 2010 - Piattaforma 10 metri sincro maschile
La gara si è disputata il 14 agosto 2010 e vi hanno partecipato 6 coppie di atleti. Tutte le coppie dopo il primo turno sono state ammesse alla finale ma la coppia Britannica ha rinunciato a partecipare alla finale.

## Medaglie
| Posizione | Paese       | Atleti                           |
| --------- | ----------- | -------------------------------- |
| Oro       | Germania    | Sascha Klein Patrick Hausding    |
| Argento   | Russia      | Victor Minibaev Il'ja Zacharov   |
| Bronzo    | Bielorussia | Cimafej Hardzejčyk Vadzim Kaptur |

## Qualifiche
| Pos. | Nazione       | Atleti                              | Punti  |
| ---- | ------------- | ----------------------------------- | ------ |
| 1    | Germania      | Sascha Klein Patrick Hausding       | 441.45 |
| 2    | Russia        | Victor Minibaev Il'ja Zacharov      | 432.93 |
| 3    | Bielorussia   | Cimafej Hardzejčyk Vadzim Kaptur    | 403.20 |
| 4    | Gran Bretagna | Thomas Daley Max Brick              | 386.58 |
| 5    | Ucraina       | Anton Zacharov Dmytro Mežens'kyj    | 378.60 |
| 6    | Italia        | Francesco Dell'Uomo Maicol Verzotto | 359.55 |

## Finale
| Pos. | Nazione     | Atleti                              | Punti  |
| ---- | ----------- | ----------------------------------- | ------ |
|      | Germania    | Sascha Klein Patrick Hausding       | 478.11 |
|      | Russia      | Viktor Minibaev Il'ja Zacharov      | 466.95 |
|      | Bielorussia | Cimafej Hardzejčyk Vadzim Kaptur    | 426.03 |
| 4    | Ucraina     | Anton Zakharov Dmytro Mežens'kyj    | 417.12 |
| 5    | Italia      | Francesco Dell'Uomo Maicol Verzotto | 398.67 |